# Хотьково (Калузька область)
Хотьково (рос. Хотьково) — село в Думіницькому районі Калузької області Російської Федерації.
Населення становить 304 особи. Входить до складу муніципального утворення Село Хотьково.

## Історія
Від 2004 року входить до складу муніципального утворення Село Хотьково.

## Населення
| 2002 | 2010 |
| ---- | ---- |
| 312  | ↘304 |